# Prořezávka

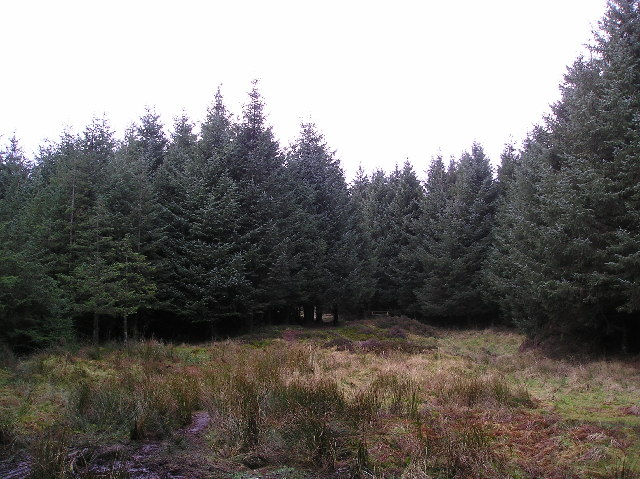
smrková mlazina

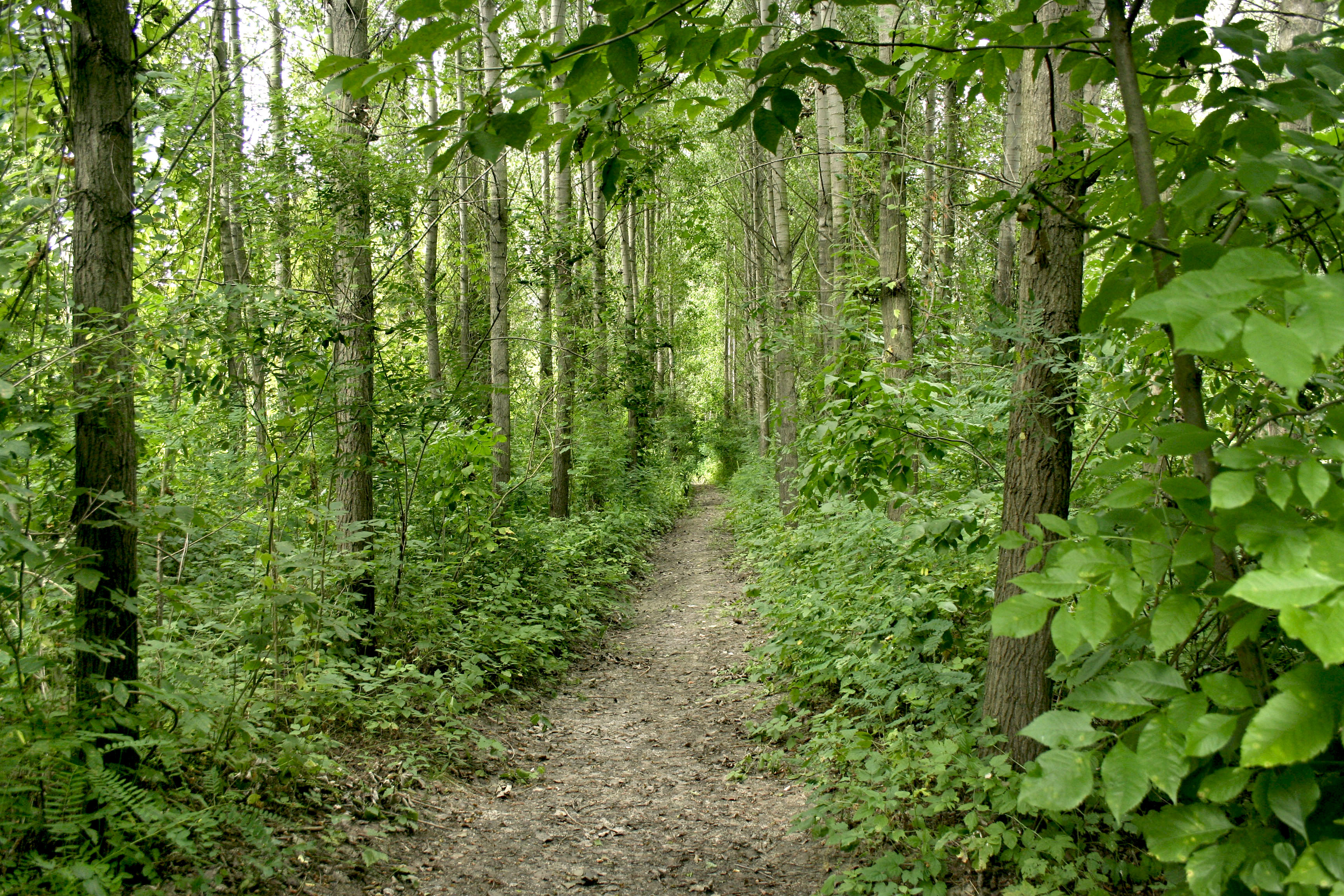
rozčleňovací linka

Prořezávka je výchovný zásah v mlazinách, kterým se při pěstování lesa v určitém vývojovém stádiu upravuje počet jedinců ve vznikajícím lesním porostu. Někteří autoři používají pro tento výchovný zásah též. termín pročistka. Výška porostů se v době provádění prořezávek pohybuje mezi dvěma až osmi metry (jde tedy již o zajištěné mlaziny). Prořezávky jsou významným článkem v souboru výchovných zásahů a v rozhodující míře ovlivňují druhovou skladbu, zdravotní stav, kvalitu a odolnost porostu na dlouhá desetiletí.

## Technika prořezávek
Před vlastním prováděním prořezávek je vhodné porosty prostorově rozčlenit a stanovit pomocí přibližovacích a zpřístupňovacích linek (1,5–4 m širokých průseků), navazujících na stálé lesní cesty, kostru budoucího dopravně zpřístupňovacího systému.
Vlastní zásah může být prováděn ve vzniklých pracovních polích individuální selekcí v tzv. "bioskupinách". Jednodušší a méně odborně i časově náročný je schematický zásah (například odstraňováním určených řad nebo každého xtého jedince). Případně se oba způsoby kombinují (např. se odstraní každá 4. řada a na zbylé ploše se provede individuální výběr). Dle průměru kmínků se (kromě ručního nářadí) používají buď výkonné křovinořezy nebo lehké motorové pily. Pro tvorbu linek nebo schematické zásahy v rozsáhlých porostech mohou být použity rotační sekačky nesené traktory nebo štěpkovací hlavice na lehkých harvestorech.
Při zásahu jsou odstraňovány nežádoucí dřeviny pokud škodí dřevinám cílovým, provádí se zdravotní výběr (odstraňují se nemocní nebo nepřirůstaví jedinci), reguluje se zápoj s cílem zlepšit stabilitu (zbylí jedinci využívají větší životní prostor zvýšením tloušťkového přírůstu) a konečně je porost redukován záporným výběrem – likvidací nekvalitních jedinců (košatí obrostlíci, dvojáky atp.) z horní a střední vrstvy.
Pěstitel volí odpovídající intenzitu a interval zásahů s ohledem na stav porostu a zajištění jeho odolnosti. Platí že vyšší intenzita umožňuje prodloužit interval zásahu. Intenzivnější zásahy podporují stabilitu porostů na úkor budoucí kvality dříví (širší zápoj vytvořený silnými zásahy znamená logicky i více rozměrnějších suků, protože spodní větvě při něm usychají později). Úkolem lesního hospodáře je sladit v konkrétních přírodních a ekonomických podmínkách protichůdné požadavky na stabilitu a současně kvalitu porostu.